# Synapseudes rectifrons
Synapseudes rectifrons is een naaldkreeftjessoort uit de familie van de Metapseudidae. De wetenschappelijke naam van de soort is voor het eerst geldig gepubliceerd in 1996 door Gutu.